# 앵발리드 다리

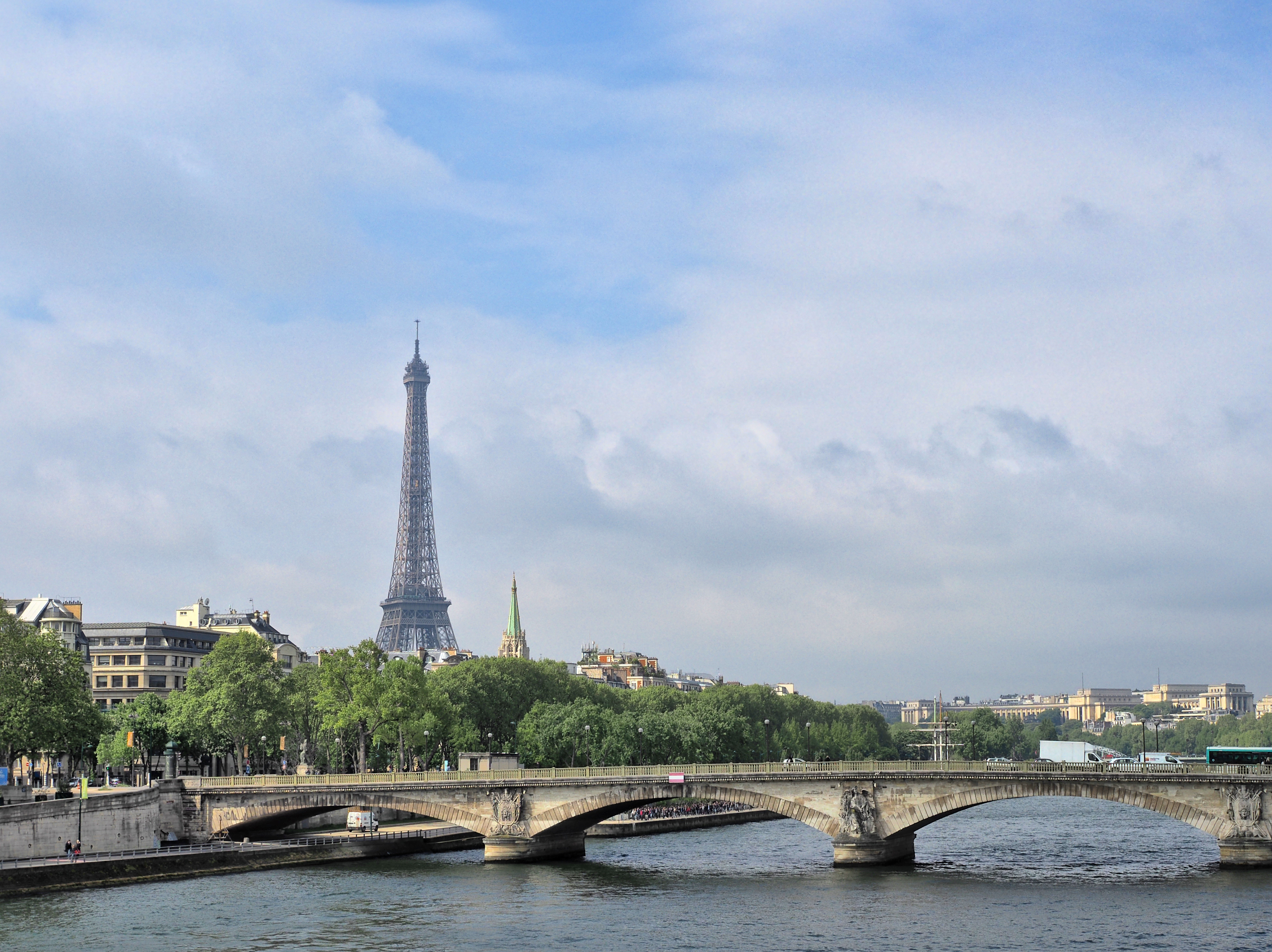
앵발리드 다리

앵발리드 다리(프랑스어: Pont des Invalides)는 프랑스 파리에 있는 다리이다. 센강을 가로지르는 다리 중 가장 낮다.

## 역사
앵발리드 다리의 건설은 1821년부터 시작된다. 당시 건축가 클라우드 나비에(Claude Navier)가 당시로서는 혁신적인 건축 계획을 고안해내면서 건축 계획이 본격적으로 시작된다. 건축 계획이란 기존의 다리와는 달리 여타 접점 없이 직접 양 끝을 연결하는 것이었다. 1824년에 건축이 시작되면서 앵발리드 호텔과 알렉상드르 3세 다리와 두루 연결되도록 건축이 시작된다. 그러나 건축이 거의 완성될 무렵 균열이 발견되면서 정식 개통되기도 전에 사실상 건설 계획이 중단되고 만다.
앵발리드 인근의 거주자들이 거센 항의를 하게 되자 시는 강 위쪽으로 다시 다리의 위치를 변경하기로 한다. 이후 1829년 두 명의 건축가가 20m의 높이로 다리 건설을 맡게 된다. 하지만 이번에도 교량의 건설에 차질이 빚어져 1850년에는 인근 공사장으로의 출입조차 금지되었다.
1854년에는 이 교량은 파리에서 1년 뒤 열릴 세계 박람회를 위해 철거되었다. 이후에 폴 마르텡 가로쉐와 쥘 사라벵이라는 건축가가 이전의 부두와 새로 지어진 중앙의 교량을 이용하여 아치 형의 다리를 다시 짓게 된다. 두 사람이 건축에 이용한 인근의 부두는 신식으로 지어진 것이어서 아름다운 조각상이 곁들여진 형태였다. 하지만 건축 상황에 어려움을 겪으면서 다리 골격이 침하되는 현상이 나타난다. 그러면서 1880년 겨울에는 두 개의 부 건축물이 소실되었다 다음해에야 복원되기도 한다. 다행히 건축이 이때가 돼서야 완성되면서 지금껏 유지되고 있다. 20세기 전체 동안 변형된 것은 1956년 다리로 연결되는 지하실을 확장한 것 뿐이다.

## 위치

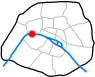
다리의 위치 설명